# Karbach (Hunsrück)

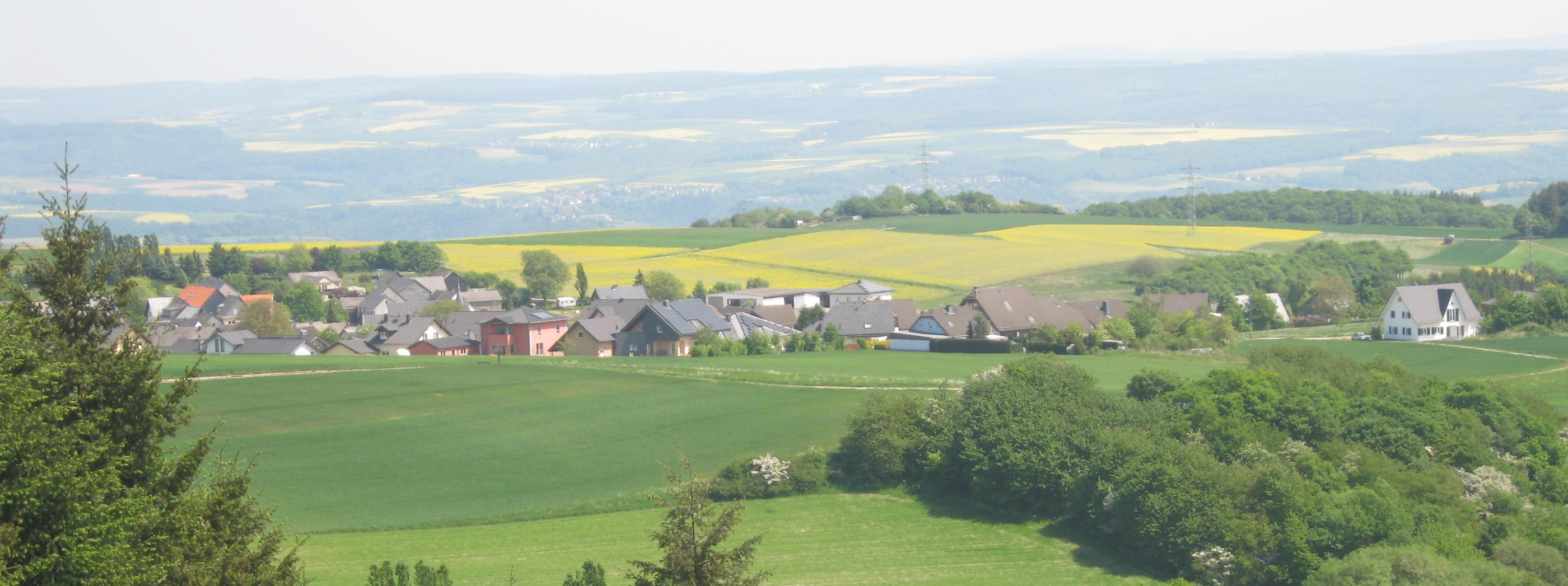
Karbach aus südwestlicher Richtung

Karbach ist eine Ortsgemeinde im Rhein-Hunsrück-Kreis in Rheinland-Pfalz. Sie gehört der Verbandsgemeinde Hunsrück-Mittelrhein an.

## Geographische Lage
Karbach liegt etwa vier Kilometer östlich von Emmelshausen und sieben Kilometer westlich des Rheinortes St. Goar. Es ist über die A 61 / Abfahrt Emmelshausen und die B 327 (Hunsrückhöhenstraße) an das überregionale Verkehrsnetz angeschlossen.
Zu Karbach gehören auch die Wohnplätze Jagdhaus Steffens, Hambuchhof, Wilhelmshof und Margaretenhof.

## Geschichte
Die erste Erwähnung der örtlichen Besiedlung geht auf den in der Gemarkung gelegenen Hof Quintenach zurück, der 1109 (1110 bestätigt) gemeinsam mit dem Hof Hirzenach in einer Urkunde Papst Paschalis II. der Abtei Siegburg geschenkt wurde mit der Maßgabe, am Ort ein Kloster, die folgende Propstei Hirzenach, zu errichten. Noch vor 1256 gelangten die Rechte an der Vogtei über Hirzenach, Karbach und Quintenach an die Pfalzgrafen bei Rhein. Die Herren von Ehrenburg wiederum wurden mit der Gemarkung belehnt, die sie beziehungsweise ihre Rechtsnachfolger nutzten, ab 1666 die Freiherrn von Clodt. Mit der Besetzung des linken Rheinufers 1794 durch französische Revolutionstruppen wird der Ort französisch, 1815 wird er auf dem Wiener Kongress dem Königreich Preußen zugeordnet. Seit 1946 ist der Ort Teil des Landes Rheinland-Pfalz.
Bevölkerungsentwicklung
Die Entwicklung der Einwohnerzahl von Karbach, die Werte von 1871 bis 1987 beruhen auf Volkszählungen:
| Jahr | Einwohner |
| ---- | --------- |
| 1815 | 309       |
| 1835 | 408       |
| 1871 | 423       |
| 1905 | 425       |
| 1939 | 449       |
| 1950 | 447       |
| 1961 | 441       |

| Jahr | Einwohner |
| ---- | --------- |
| 1970 | 477       |
| 1987 | 516       |
| 1997 | 565       |
| 2005 | 562       |
| 2011 | 582       |
| 2017 | 634       |
| 2023 | 644       |

## Politik

### Gemeinderat
Der Gemeinderat in Karbach besteht aus zwölf Ratsmitgliedern, die bei der Kommunalwahl am 9. Juni 2024 in einer Mehrheitswahl gewählt wurden, und dem ehrenamtlichen Ortsbürgermeister als Vorsitzendem.

### Bürgermeister
Peter Krämer wurde am 8. Juli 2024 Ortsbürgermeister von Karbach. Da für die Direktwahl am 9. Juni 2024 kein Wahlvorschlag eingereicht wurde, oblag die Neuwahl gemäß rheinland-pfälzischer Gemeindeordnung dem Rat, der sich für Peter Krämer entschied.
Krämers Vorgänger Michael Bender hatte das Amt zehn Jahre ausgeübt.

### Wappen
| Wappen von Karbach | Blasonierung: „Das Wappen zeigt ein gespaltenes Schild: vorn in Blau einen goldenen Schräglinksbalken, hinten in Silber St. Quintin in goldenem Panzerhemd und rotem Mantel, in der Rechten einen grünen Palmwedel, in der Linken einen Bratspieß haltend.“ |
| Wappen von Karbach | Wappenbegründung: Karbach gehörte ehedem zur Herrschaft Ehrenburg, daher vorn das Ehrenburger Wappen; St. Quintin ist Ortsschutzpatron und in der örtlichen St. Quintinskapelle mit einem Bratspieß und Palmwedel dargestellt.                              |

## Sehenswertes
- Die ehemalige Pfarrkirche St. Quintin, seit dem 12. Jahrhundert Wallfahrtsziel, geht durch ihren Ursprungsbau wie der Ort Karbach und der Hof Quintenach auf das 10. Jahrhundert zurück. Im Dreißigjährigen Krieg zerstört, wurde sie ab 1749 wieder aufgebaut und 1751 geweiht. Die einschiffige Kirche mit dreiseitig geschlossenem Chor beherbergt einen Holzaltar von 1275 mit der Darstellung der Schmerzhaften Muttergottes (Pietà), vermutlich aus dem Minoritenkloster zu Oberwesel, und eine Holzstatue des St. Quintin aus dem 14. Jahrhundert. Chorfenster von 1899, 1909 und 1960, dem Jahr der letzten umfassenderen Renovierung, mit Bildern des namensgebenden Heiligen sowie Darstellungen von Muttergotteserscheinungen geben dem Kirchenraum Helligkeit.[9]
- Die kleine Kirche St. Anna wurde um 1770 errichtet und 1923 ausgebaut.

Siehe auch: Liste der Kulturdenkmäler in Karbach

## Wirtschaft und öffentliche Einrichtungen
In den vergangenen rund 25 Jahren nahm der als Landwirtschaftsfläche ausgewiesene Teil von ca. 50 Prozent auf 42 Prozent des Gemeindegebietes ab, während der Waldanteil von 40 Prozent auf über 46 Prozent zunahm. Die Zahl der Landwirtschaftsbetriebe nahm bei Erhöhung der Betriebsgröße von 20 auf 5 ab. Wenige Kleinhandels- und Dienstleistungsbetriebe bieten die notwendigsten Leistungen vor Ort, weitere das nahegelegene Emmelshausen.
Die Katholische Gemeinde unterhält vor Ort einen Kindergarten.